# Lucia Puttrich
Lucia Puttrich, née le 11 avril 1961 à Giessen, est une femme politique allemande membre de l'Union chrétienne-démocrate d'Allemagne (CDU).
Après avoir été maire de la ville de Nidda entre 1995 et 2009, elle est élue députée fédérale de Hesse au Bundestag lors des élections de 2009, mais démissionne de son mandat un an plus tard pour devenir ministre de l'Environnement et de l'Agriculture de Hesse dans la coalition noire-jaune de Volker Bouffier. En 2014, elle est nommée ministre des Affaires fédérales et européennes de la coalition noire-verte nouvellement formée.

## Éléments personnels

### Formation et carrière
Après avoir passé son Abitur à Nidda en 1980, elle suit pendant deux ans des études supérieures de droit à l'université de Wurtzbourg, puis change d'orientation en intégrant l'université de Giessen afin de suivre un cursus de sciences des affaires. Elle obtient en 1986 son diplôme de manager.
Elle commence aussitôt à travailler dans l'entreprise de ses parents, avant de prendre, en 1988, la direction d'une société de transformation du papier, où elle travaille pendant sept ans.

### Vie privée
Mariée et mère de deux filles, elle est de confession catholique.

## Parcours politique

### Au sein de la CDU
Elle adhère à la Junge Union (JU), organisation de jeunesse de la CDU/CSU, en 1978, un an après avoir rejoint l'Union chrétienne-démocrate d'Allemagne (CDU). Élue membre du comité directeur fédéral de l'association de la politique municipale (KPV) de la CDU et vice-présidente de la KPV de Hesse en 1999, elle entre au comité directeur régional de la CDU l'année suivante. En 2002, elle intègre la présidence régionale du parti en Hesse, puis prend la tête de la fédération de l'arrondissement de Wetterau quatre ans plus tard. Lors du congrès régional de 2010, elle est élue vice-présidente de la CDU de Hesse, sous la direction de Volker Bouffier.

### Carrière institutionnelle
Elle devient membre du conseil municipal de Nidda en 1985, puis est élue maire de la ville en 1995 avec 54,1 % des voix contre le social-démocrate Georg Wegner. Elle est réélue en 2000, par 71,7 % des suffrages, puis 2007, en obtenant 64,2 % des voix. En 2006, elle est élue membre de l'assemblée (Kreistag) de l'arrondissement de Wetterau, démissionnant de son mandat de maire trois ans plus tard. Elle se présente en effet aux élections fédérales du 27 septembre 2009 dans la circonscription de Wetterau, et s'impose avec 41 % des voix. Elle entre alors au Bundestag, où elle fait partie de la commission de l'Économie, et de la commission de l'Agriculture.
Le 31 août 2010, Lucia Puttrich est nommée ministre régionale de l'Environnement, de l'Énergie, de l'Agriculture et de la Protection des consommateurs de Hesse dans le gouvernement de coalition noire-jaune dirigé par le nouveau ministre-président chrétien-démocrate, Volker Bouffier. Elle quitte alors le Bundestag.
Élue au Landtag de Hesse lors des élections régionales du 22 septembre 2013, elle devient ministre des Affaires fédérales et européennes le 18 janvier 2014, dans la coalition entre la CDU et les écologistes.